# Heliophila concatenata
Heliophila concatenata là một loài thực vật có hoa trong họ Cải. Loài này được Sond. mô tả khoa học đầu tiên.